# Station Hozukyo
Station Hozukyō (保津峡駅, Hozukyō-eki) is een spoorwegstation in de Japanse stad Kameoka in de prefectuur Kyoto. Het wordt aangedaan door de Sagano-lijn. Het station heeft twee sporen, gelegen aan twee zijperrons.

## Treindienst

### JR West
| 1 | ■ Sagano-lijn | richting Nijō en Kioto     |
| 2 | ■ Sagano-lijn | richting Kameoka en Sonobe |

## Geschiedenis
Het station werd in 1936 geopend. In 1989, na het omleggen van de Sagano-lijn, werd het station ongeveer 500 meter naar het westen verplaatst. Het oude station wordt sinds 1991 gebruikt door de Sagano Kankō-lijn.

## Stationsomgeving
Het station bevindt zich in de Hozu-vallei, recht boven de Katsura-rivier. Hoewel het station Torokko Hozukyō slechts 500 meter ten oosten van het station ligt, is deze slechts met een omweg bereikbaar.
Kioto · Tambaguchi · Nijō · Emmachi · Hanazono · Uzumasa · Saga-Arashiyama · Hozukyō · Umahori · Kameoka · Namikawa · Chiyokawa · Yagi · Yoshitomi · Sonobe (>>San'in-lijn)